# Парамонов, Василий Петрович
Васи́лий Петро́вич Парамо́нов (25 января 1939 — 23 октября 2023) — бригадир лесозаготовительной бригады Курумканского леспромхоза, Бурятская АССР, Герой Социалистического Труда.

## Биография
Родился 25 января 1939 года в городе Улан-Удэ Бурят-Монгольской АССР.
В бригаде лесозаготовителей вместе с отцом начал работать со школьных лет.
Уехал в город Иваново, где выучился на токаря. Но потом вернулся в Бурятию.
В 1969 году начал работать в лесосечной бригаде Курумканского леспромхоза. В том же году возглавил малокомплексную бригаду и тогда же перешёл на работу в полуторасменном режиме, стрелевав в 1969 году 30 000 кубометров.
В 1970 году годовая выработка бригады Василия Парамонова составила 48 000 кубометров.
Награждён орденом Трудового Красного Знамени по итогам 8-й пятилетки, а за досрочное выполнение 9-й пятилетки — орденом Ленина.
В 1973 году в леспромхозе, где работал Парамонов, появилась школа передового опыта объединения «Забайкаллес», а в 1975 году — зональная школа передового опыта Министерства лесной, целлюлозно-бумажной и деревообрабатывающей промышленности СССР.
19 марта 1981 года Указом Президиума Верховного Совета СССР за выдающиеся успехи в труде Василию Петровичу Парамонову присвоено звание Героя Социалистического Труда.
Жил в посёлке Майск Курумканского района. Скончался 23 октября 2023 года.

## Награды и звания
- Герой Социалистического Труда (1981)
- Орден Ленина (1974)
- Орден Ленина (1981)
- Орден Трудового Красного Знамени (1971)
- Медали

## Память
- В селе Курумкан на аллее Героев Социалистического Труда установлен бюст Василию Парамонову[3].